# Lehtojärvi (sjö i Lappland)
Lehtojärvi är en sjö i Finland. Den ligger i kommunen Posio i landskapet Lappland, i den norra delen av landet, 700 km norr om huvudstaden Helsingfors. Lehtojärvi ligger 293 meter över havet. Arean är 1,09 kvadratkilometer och strandlinjen är 8,69 kilometer lång. Sjön  ingår i Kemi älvs huvudavrinningsområde. 